# Кэванах, Брэндон
Брэндон Кэванах (англ. Brandon Kavanagh; род. 21 сентября 2000) — ирландский футболист, полузащитник. В настоящее время выступает за «Сент-Патрикс Атлетик».

## Карьера
В основном составе «Шемрок Роверс» Брэндон дебютировал 16 апреля 2018 года в матче чемпионата Ирландии против «Брей Уондерерс», выйдя на замену на 74-й минуте встречи. 24 апреля отыграл полностью кубковый матч против «Лонгфорд Таун».
Дважды включался в символическую сборную Первого дивизиона Лиги Ирландии (2020, 2021).
Провёл 6 матчей за сборную Ирландии до 17 лет.